# Aydie
Aydie település Franciaországban, Pyrénées-Atlantiques megyében. Lakosainak száma 134 fő (2022. január 1.). Aydie Aubous, Saint-Lanne, Viella, Arrosès és Mont-Disse községekkel határos.

## Népesség
A település népességének változása:
| Lakosok száma | 132  | 136  | 140  | 140  | 141  | 140  | 141  | 138  | 134  |
|               | 2013 | 2015 | 2016 | 2017 | 2018 | 2019 | 2020 | 2021 | 2022 |